# Collongues (Hautes-Pyrénées)
Collongues település Franciaországban, Hautes-Pyrénées megyében. Lakosainak száma 152 fő (2022. január 1.). Collongues Louit, Bouilh-Péreuilh, Pouyastruc és Sabalos községekkel határos.

## Népesség
A település népességének változása:
| Lakosok száma | 158  | 151  | 148  | 147  | 146  | 148  | 150  | 152  |
|               | 2013 | 2015 | 2017 | 2018 | 2019 | 2020 | 2021 | 2022 |